# Ureshino
Ureshino (嬉野市?) è una città giapponese della prefettura di Saga.